# 410
| [ Edytuj tabelę ] |                                   |
| Cesarz Bizancjum  | - 408 Teodozjusz II 450           |
| Władca Guptów     | - 375 Ćandragupta II 414          |
| Chan Hunów        | - 390 Uldin 411                   |
| Władca Korei      | - 391 Kwanggaet’o Wielki 413      |
| Papież            | - 401 Innocenty I 417             |
| Król Persji       | - 399 Jezdegerd I 420             |
| Cesarz Rzymu      | - 395 Flawiusz Honoriusz 423      |
| Król Wandalów     | - 406 Gunderyk 428                |
| Król Wizygotów    | - 395 Alaryk 410 - 410 Ataulf 415 |

Rok 410 / CDX
stulecia: IV wiek ~
V wiek ~
VI wiek

lata: 400 «
405 «
406 «
407 «
408 «
409 «
410
» 411
» 412
» 413
» 414
» 415
» 420

## Wydarzenia
- Rzymski cesarz Honoriusz oświadczył mieszkańcom Brytanii, że muszą sami zadbać o swoje bezpieczeństwo; Rzymianie opuścili Wyspy Brytyjskie.
- 24-29 sierpnia – Rzym zdobyty i złupiony przez Wizygotów.

## Urodzili się
- Attyla, wódz Hunów (data sporna lub przybliżona) (zm. 453)

## Zmarli
- Alaryk, wódz Wizygotów (ur. ok. 370)
- Gaudencjusz z Brescii, teolog, święty, biskup Brescii (ur. ?)